# 足立西郵便局
足立西郵便局（あだちにしゆうびんきょく）は東京都足立区にある郵便局。民営化前の分類では集配普通郵便局であった。

## 概要
住所：〒123-8799 東京都足立区西新井本町4-4-30

## 沿革
- 1964年（昭和39年）11月16日 - 足立区興野町に足立郵便局興野分室開室[1]。
- 1971年（昭和46年）10月25日 - 足立西郵便局開局[2]。
- 1974年（昭和49年）10月12日 - 風景入通信日付印の使用を開始。
- 1999年（平成11年） - 外国通貨の両替および旅行小切手の売買に関する業務取扱を開始。
- 2006年（平成18年）2月27日 - 足立江北二郵便局の一時閉鎖に伴い、取扱事務を承継[3]。
- 2007年（平成19年）10月1日 - 民営化に伴い、併設された郵便事業足立西支店に一部業務を移管。
- 2012年（平成24年）10月1日 - 日本郵便株式会社発足に伴い、郵便事業足立西支店を足立西郵便局に統合。
- 2017年（平成29年）2月6日 - ゆうゆう窓口の24時間営業を廃止。

## 取扱内容
- 郵便、印紙、ゆうパック、内容証明
- 貯金、為替、振替、振込、国際送金、外貨両替、国債、投資信託
- 生命保険、バイク自賠責保険、自動車保険、がん保険、引受条件緩和型医療保険
- ゆうちょ銀行ATM
- 足立区内の一部地域（〒123-xxxx）の集配業務
- ゆうゆう窓口

## 周辺
- アリオ西新井
- 足立区立第七中学校
- 足立区立西新井小学校
- 足立区立興本図書館

## アクセス
- 東武大師線大師前駅から南へ約1km（徒歩約11分）
- 東京都交通局日暮里・舎人ライナー江北駅から東へ約1.3km（徒歩約15分）
- 東武バス興野公団住宅バス停下車すぐ
- 首都高速中央環状線扇大橋出入口から北へ約2km
- 駐車場：あり（3台）